# Universität Paris-Dauphine
Die Universität Paris-Dauphine (französisch Université Paris Dauphine) ist eine öffentliche Forschungsuniversität mit Sitz in Paris, Frankreich. Es ist die einzige Institution in Frankreich, die sowohl als Grande école als auch als Universität gilt. Dauphine ist eines der Gründungsmitglieder und konstituierendes College der Université Paris Sciences et Lettres (PSL).
Dauphine mit seinen rund 7.645 Studierenden im 16. Arrondissement ist bekannt für seine Lehrtätigkeit in den Bereichen Finanzen, Wirtschaft, Mathematik, Recht und Unternehmensstrategie. Dauphine ist eine selektive Universität mit dem Status „Grand Etablissement“; dieser einzigartige rechtliche Status innerhalb des französischen Hochschulsystems ermöglicht es Dauphine, eine Auswahl seiner Studenten zu treffen. Im Durchschnitt erhielten 90 bis 95 % der zugelassenen Studierenden sehr gute bis exzellente Ergebnisse bei den nationalen französischen Lycée-Prüfungen (Examen National du Baccalauréat).
Als Gründungsmitglied der Université Paris Sciences et Lettres (PSL) rangiert Dauphine auf Platz 1 bzw. 2 in Frankreich und in den Top 50 weltweit. Sie gehört dem französischen Verband Conférence des Grandes écoles an.

## Geschichte

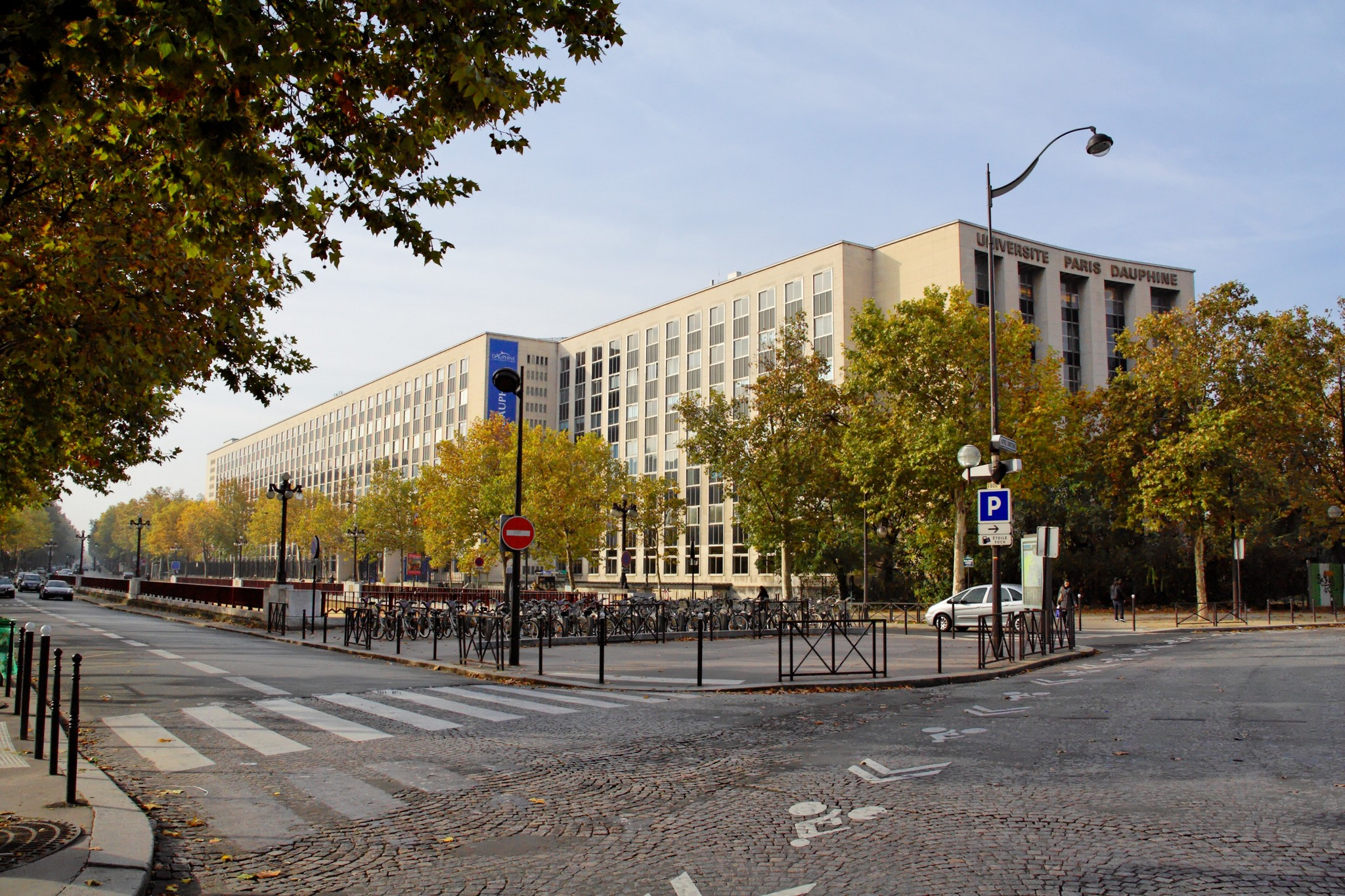
Universität Paris-Dauphine

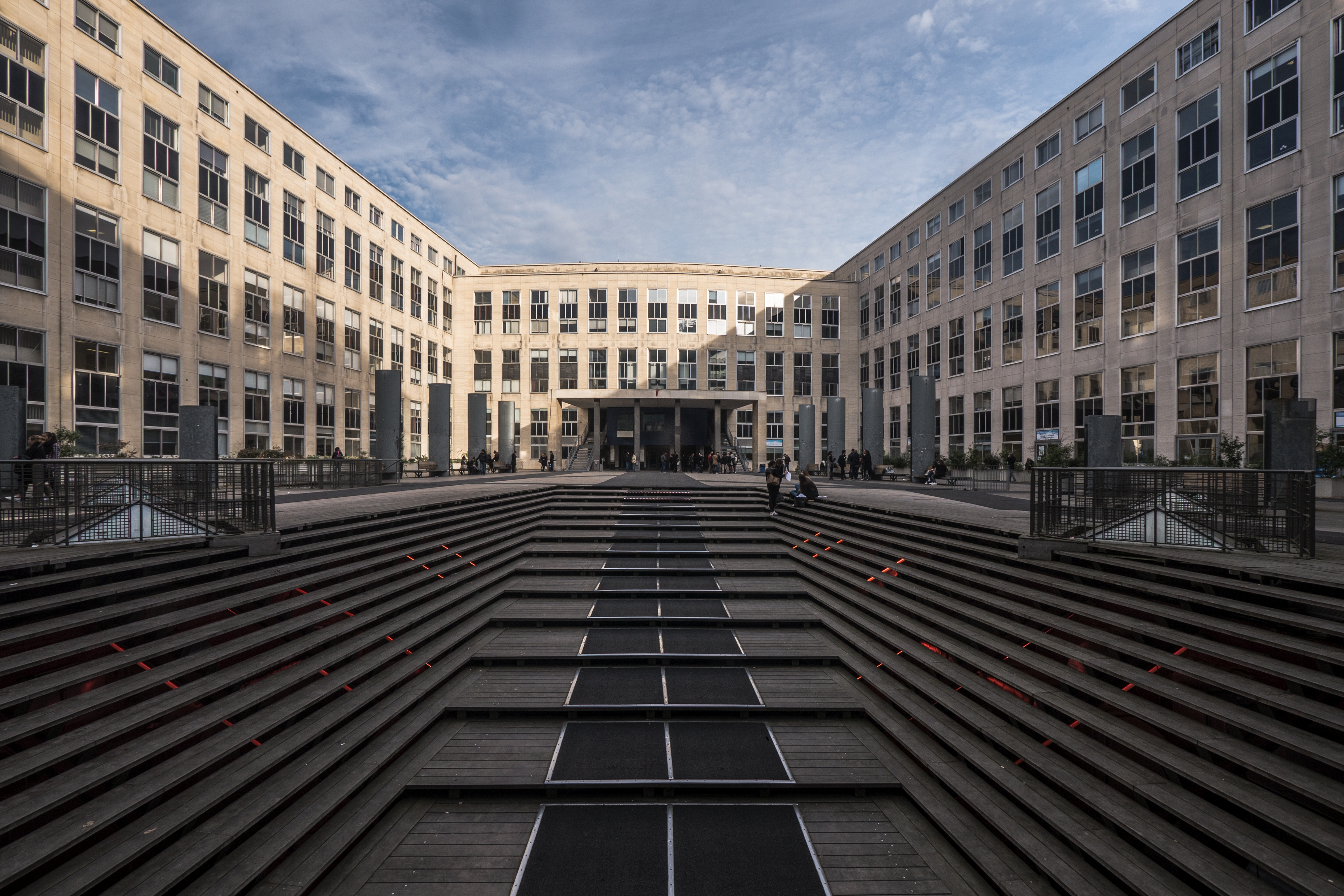
Campus im 16. Arrondissement

### Gründung
Die Universität Paris-Dauphine wurde 1968 als Wirtschaftsfakultät gegründet. Die Universität erhielt als Hauptgebäude, das zwischen 1955 und 1957 als Sitz des NATO-Generalsekretariats dienende Gebäude. Diese Einrichtung wurde 1970 zur Universität Paris IX Dauphine. Es ist eine „öffentliche wissenschaftliche und kulturelle Einrichtung“, die durch das sog. Faure-Gesetz von 1968 gegründet wurde. Sie begründete die Auflösung der Université de Paris in dreizehn autonome Universitäten.
Paris-IX Dauphine und Paris-VIII Vincennes sind als experimentelle Universitäten konzipiert. Sie müssen die Grundsätze des Faure-Gesetzes umsetzen, insbesondere die pädagogische Erneuerung und den multidisziplinären Charakter. Paris-Dauphine sollte die Harvard Business School imitieren.
Die Gründungsbedingungen der Universität prägten ihren einzigartigen Charakter. Es ist die pädagogische Erneuerung des Hochschulsystems, die das Faure-Gesetz nach den Ereignissen aus Mai 1968 vorsieht; und es ist die Verfügbarkeit der ehemaligen Räumlichkeiten des NATO-Generalsekretariats im 16. Arrondissement von Paris. Sie wurden mit dem Rückzug Frankreichs aus dem integrierten Militärkommando 1966 befreit und dann von Edgar Faure requiriert. Ein ehemaliger Professor sagte damals: „Neben dem großen Hörsaal gibt es nur kleine Räume …“ Dies ermöglicht die Pädagogik in kleinen Gruppen und ein kontinuierliches Lernen der Studenten. Die Lehrer kamen nach der Gründung größtenteils aus der Wirtschaftsfakultät der Université Panthéon-Assas und dessen Law School. Sie bekräftigten damit die Unabhängigkeit und eine neue Autonomie ihrer Disziplin. Diese Leitlinien werden insbesondere von den Professoren Alain Cotta und Pierre Tabatoni formuliert. Es geht darum, sich von den angelsächsischen „Siegerformeln“ inspirieren zu lassen. Nach und nach wurden die angewandte Volkswirtschaftslehre mit dem Management verschmolzen und die Managementinformatik mit der angewandten Mathematik verbunden.

### 21. Jahrhundert
Im Jahr 2004 wurde die Universität zur Université de technologie en sciences des organisations et de la décision de Paris-Dauphine umbenannt und mit dem Status eines Grand établissement ausgezeichnet. Es ermöglicht ihr, ihre Studenten eigenmächtig zu selektieren und die Studiengebühren selbst festzulegen. Seit diesem Zeitpunkt wird die Auswahl der Kandidaten rechtlich praktiziert. Jahr für Jahr wird die Universität selektiver. Im Jahr 2011 wird Paris-Dauphine neben 16 weiteren Hochschulen Bestandteil der Université Paris Sciences et Lettres – Research University (PSL). Dazu gehören die École Normale Supérieure (Ulm), die École Nationale Supérieure des Mines de Paris, das Collège de France, der Classe préparatoire-Zweig des Lycée Henri IV, führende Kunst- und Wissenschaftsschulen, sowie das CNRS und INSERM. Im Jahr 2014 wird Dauphine als einzige Universität Mitglied der Conférence des grandes écoles (CGE).

## Rankings
Dauphine ist bekannt für die Qualität seiner Lehre in Finanzen, Wirtschaft, Mathematik, Recht und Unternehmensstrategie. Sie rangiert jedes Jahr an erster Stelle der renommiertesten Institutionen unter den Personalvermittlern und insbesondere im Bereich Finanzen. Als Gründungsmitglied der Université Paris Sciences et Lettres (PSL) rangiert sie im internationalen Vergleich durchweg unter den Top 50 weltweit: ARWU Platz 38 (2021), CWUR 21 (2021-22), QS 44 (2022), THE 40 (2022); sowie jeweils als beste oder zweitbeste Universität Frankreichs.

## Auswahlverfahren
Die Universität Paris IX Dauphine hat seit 2004 den Status Grand Etablissement, der es ihr ermöglicht, die Bewerber zu selektieren.
Zu Beginn war die Anmeldung frei und ein Auswahlverfahren gab es nicht, aber die Anzahl der Plätze war begrenzt. Es war also besser für Bewerber, eine positive Bewertung des Rektors mitzubekommen nach Erhalt des Abiturs. Später wurde in der Praxis eine Auswahl nach den Abiturnoten vorgenommen. Die Rechtmäßigkeit dieser Selektion wurde jedoch von einigen vor Gericht angefochten. Also wurde ein Windhundprinzip eingeführt. Wieder einmal kehrte die Universität zu einer Auswahl nach dem Baccalauréat (französisches Abitur), allerdings in einer gewissen juristischen Unbestimmtheit, die mit ihrem Status als experimentelle Universität verbunden ist. Bernard de Montmorillon, ehemaliger Präsident der Universität, sagte: „Zu Beginn des Studienjahres 2002 fand ich mehr als 100 Beschwerden auf meinem Schreibtisch. Es gab zwei Möglichkeiten, in Dauphine einzudringen: das Auswahlverfahren oder die Berufung an das Verwaltungsgericht, von dem wir sicher waren, dass wir es verlieren würden …“. Diese Situation bestimmte den Übergang zur Grand Institution im Jahr 2004, die ihr es wie bereits erwähnt ermöglicht, ein Auswahlverfahren zu bestimmen.
Die Auswahl der Studenten für das 1. Bachelor Jahr wird anhand einer Bewerbungsmappe, die jeder Student einreicht, getroffen. Diese beinhaltet die Noten aus den beiden letzten Jahren des Gymnasiums, einen Lebenslauf und weitere relevante Dokumente bezüglich des Werdegangs des Abiturabsolventen.
Das Programm Management and Applied Economics (DEGEAD: Diplôme d'Etablissement de Gestion et d'Economie Appliquée de Dauphine) rekrutiert nur Abiturienten aus den Zweigen ES (Wirtschafts- und Sozialwissenschaften) und S (Naturwissenschaften), das Programm Mathematik, Informatik und Wirtschaft (DEMI2E) nur Abiturienten aus dem mathematischen Zweig der Oberstufe.
94,4 % derjenigen, die im Juni 2013 für das erste Jahr des DEGEAD-Programms aufgenommen wurden, hatten eine mention Bien oder Très Bien beim Baccalauréat, also einen guten bis sehr guten Schnitt beim Abitur. Für das erste DEGEAD-Studienjahre 2015/2016 hatten sich 6.676 Abiturienten beworben, von denen nur 727 angenommen wurden (10,8 % Aufnahmequote). Von den 727 Studenten hatten 67 % den bestmöglichen Abschluss beim Baccalauréat erhalten.
Bei den meistgefragten Masters liegt die Auswahl in der Größenordnung von knapp über 10 Kandidaten für einen Platz.

## Persönlichkeiten
- Jean Baudrillard (1929–2007), Soziologe
- Laurent Gounelle (* 1966), Schriftsteller
- Idé Gnandou (1957–2007), nigrischer Politiker
- Faure Gnassingbé (* 1966), togolesischer Politiker
- Pierre-Louis Lions (* 1956), Mathematiker lehrte an der Universität ab 1981 als Professor.
- Jean-Claude Thoenig (* 1940), Soziologe
- Jean Tirole (* 1953), Nobelpreis für Wirtschaftswissenschaften 2014
- Cédric Villani (* 1973), Mathematiker und Politiker, Fields Medaillen Gewinner
- Laurent Batsch, Präsident der Universität 2007–2016
- Jacques Attali (* 1943), Wirtschaftswissenschaftler
- Arnaud Lagardère (* 1961), französischer Unternehmer
- Élie Cohen, Wirtschaftswissenschaftler
- Nassim Nicholas Taleb (* 1960), Schriftsteller und Philosoph
- Isabelle Huault, Präsidentin der Universität 2016–2020
- Boni Yayi, Präsident des Benin
- Nicolas Dupont-Aignan, Politiker
- Florian Philippot, Politiker
- Olivier Adam, französischer UN-Diplomat, seit 2017 Leiter des UNV